# Ad-Dahna

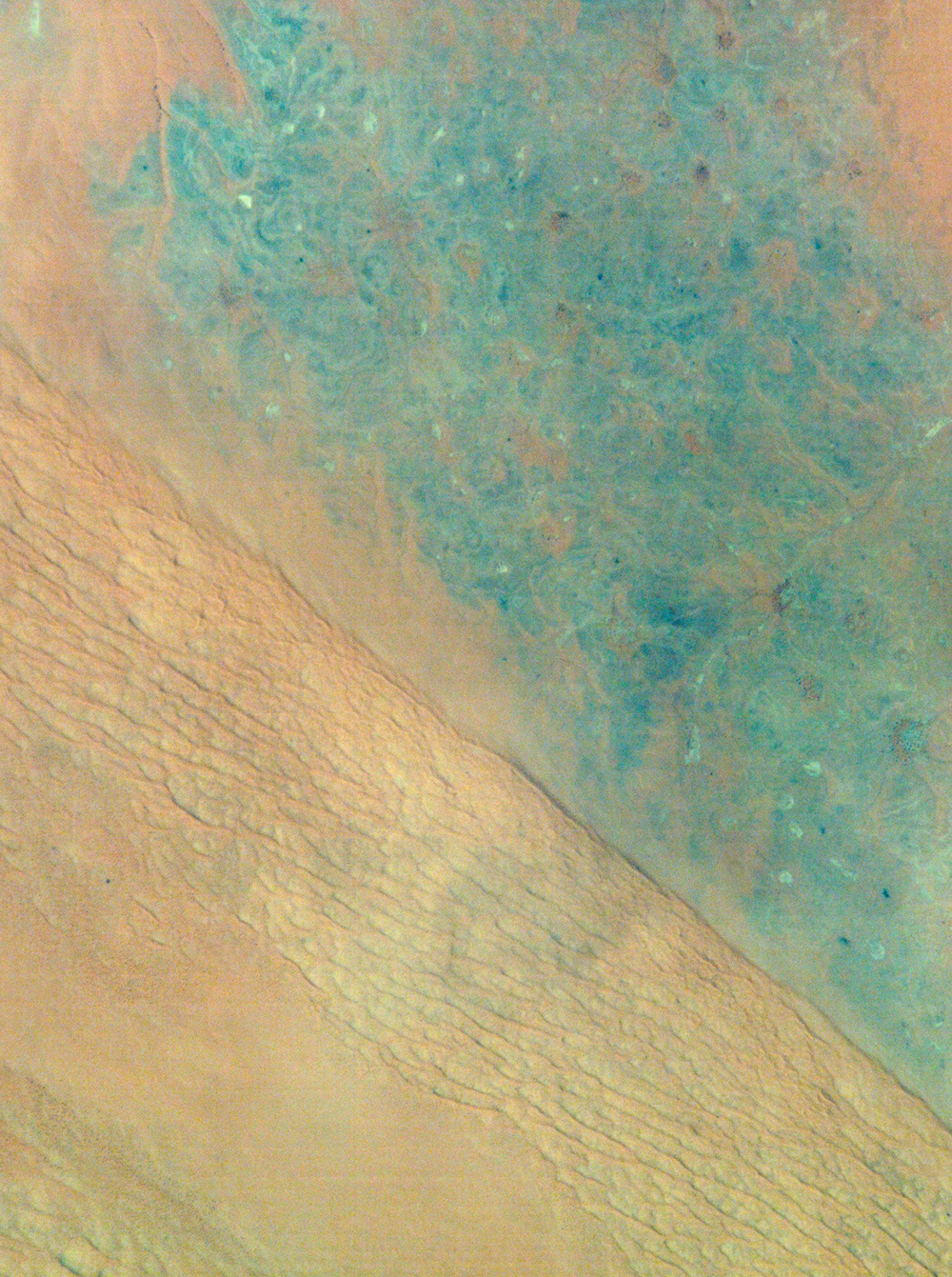
Vue satellite du désert d'Al-Dahnā.

Une caravane dans le désert d'Al-Dahnā

Le désert d’ad-Dahna est la partie centrale du désert d'Arabie, un couloir de terrain sablonneux formant une sorte d'arc, qui relie le désert du Nefoud (Al Jawf), au Rub al-Khali (al-Hassa), sur plus de 1 000 km de long, pour 40 à 80 km de large, sur une superficie d'environ 65 000 km2. 
Ad-Dahna est formé de hautes dunes de sable s'étalant horizontalement, appelées veines (en arabe : عروق), surtout de couleur rouge, car contenant des oxydes de fer.
Dans une partie karstique, à l'est, au plateau calcaire de Summan, dans une zone d'exploitation des sables, sous la surface, se trouvent de dahls, trous, cavités souterraines, labyrinthes complexes, remplis de structures cristallines, de stalactites et de stalagmites. Certaines grottes ont des entrées minuscules conduisant dans un dédale de passages parfois de plusieurs kilomètres.
L'eau de pluie d'infiltration contient du dioxyde de carbone, qui se transforme en acide carbonique, qui travaille les roches friables, comme le calcaire.
Ces formations karstiques sont connues et utilisées par la population locale depuis très longtemps, en partie comme citerne.
Elles sont étudiées systématiquement depuis 1981 par l'organisme Saudi Geological Survey.